# Савватьево (Архангельская область)
Савватьево — посёлок в Архангельской области. В рамках административно-территориального устройства относится к Соловецкому району  в рамках организации местного самоуправления входит в состав Соловецкого сельского поселения Приморского района.

## География
Расположен в центральной части острова Соловецкий, на берегу озера Долгое в 13 километрах к северу по прямой от посёлка Соловецкий, административного центра Соловецкого сельского поселения.

### Часовой пояс
Савватьево, как и вся Архангельская область, находится в часовой зоне МСК (московское время). Смещение применяемого времени относительно UTC составляет +3:00.

## Население
| 2002 | 2010 | 2012 |
| ---- | ---- | ---- |
| 0    | ↗1   | ↘0   |

Согласно результатам переписи 2002 года в посёлке проживало 3 человека нерусской национальности. .

## Достопримечательности
Смоленская крепость, Савватиевский скит.